# Libere (singolo)
Libere è un singolo della cantante italiana Deborah Iurato, pubblicato il 13 marzo 2015 come terzo estratto dall'album omonimo.

## Descrizione
Il brano è dedicato a tutte le donne e ha anticipato il Libere tour. Nel 2016 il brano è stato ripubblicato nel secondo album in studio della cantante dal titolo Sono ancora io.

## Video musicale
Il video è stato reso disponibile il 19 febbraio 2015 attraverso il canale YouTube della cantante.

## Formazione
- Deborah Iurato – voce
- Nicolò Fragile – tastiera, programmazione
- Placido Salamone – chitarra acustica ed elettrica